# Diário Popular (Pelotas)
Diário Popular foi um jornal brasileiro com sede em Pelotas, Rio Grande do Sul. Foi fundado em 27 de agosto de 1890 e extinto em 12 de junho de 2024.

## História
Iniciou com o coronel Pedro Osório, chefe do Partido Republicano Rio-grandense local. Teve como fundador e primeiro diretor Theodozio de Menezes. O escritor João Simões Lopes Neto teve obras suas publicadas no jornal.
Destoava um pouco da imprensa da época, pelo cunho mais ousado de suas chamadas e matérias, como a de 18 de outubro de 1936: “Censurada a imprensa de Pelotas”. Possuía formato tabloide, com circulação diária em Pelotas e cidades da região.
No dia 11 de junho de 2024, os proprietários do jornal anunciaram falência, levando ao encerramento das atividades do Diário Popular após 133 anos de atividade. A última edição do jornal circulou no dia 12 de junho, com a reprodução de capas históricas e uma carta da diretora-superintendente do periódico, Virgínia Fetter, anunciando o fim das atividades. Em seu encerramento, o jornal ainda possuía 58 funcionários, 18 deles apenas na redação. Além das dificuldades financeiras, as enchentes no Rio Grande do Sul em 2024, a pandemia de COVID-19 e os serviços digitais contribuíram para o fim do jornal. Na época de seu encerramento, era um dos jornais mais antigos do Rio Grande do Sul em atividade.